# Kayno Yesno Slonce
Kayno Yesno Slonce es un grupo de ethnoambient o ambient formado en Bulgaria en 2003 que se convierte en uno de los más populares del país. El grupo está compuesto por Veselin Mitev (voz, gaita, kaval, duduk), Stanislav Stoyanov “Toni Horo” (tupan, tombak, percusión), Peter Delchev (tanpura, hang), Evgeni Chakalov (flautas, tanpura), Alexey Cvetanov (wavedrum, percusión), Yulia Uzunova (synthesizers, glockenspiel) y Alexandra Shkodrova (gadulka). Los músicos cambian en varias ocasiones desde 2006 pero Veselin Mitev, antiguo miembro del grupo Isihia como Peter Delchev, permanece el único miembro original y centro para diferentes visitantes. El grupo graba su primer álbum Chakruk en 2004; lo siguen Elohim Neva Senzu (2006) y Réquiem para el viento blanco (2014) con creciente popularidad. 
El nombre del grupo significa “como un sol brillante” y proviene de una canción popular búlgara que cuenta de los sables de rebeldes búlgaros en marcha. El estilo del grupo se puede caracterizar como mezcla de motivos tradicionales de la región de las montañas Ródope y varios estilos de Europa del Este interpretados con sonido moderno. A menudo los cantos incluyen aullidos y gritos con fuerte sentimiento de nostalgia. 